# Fakula
Fakula je vrlo svijetlo područje u kanjonima između Sunčevih granula u fotosferi. Fakule traju nekoliko minuta, protežu se i nekoliko tisuća kilometara i snažno emitiraju svjetlost i ultraljubičasto zračenje. Nastaju koncentracijom linija magnetskog polja.
Uobičajeno prate Sunčeve pjege te emitiraju više svjetlosti nego površina koju je pjega privremeno prekrila, zbog čega Sunce u doba povećane aktivnosti, unatoč velikom broju pjega jače zrači. Grupa fakula, odnosno fakula asociranih uz pjege zove se aktivna regija.

## Vanjske poveznice
- Građa Sunca, Zvjezdarnica Zagreb
- [neaktivna poveznica] Astronomska sekcija, Fizikalno društvo Split
- Arhivirana inačica izvorne stranice od 4. travnja 2015. (Wayback Machine) Akademsko astronomsko društvo, Rijeka
- Arhivirana inačica izvorne stranice od 28. srpnja 2011. (Wayback Machine) Zvjezdarnica, Višnjan